# Stupendemys
Stupendemys (від англ. stupendous — «надзвичайно вражаючий» та закін. «-emys» лат. для «прісноводна черепаха») — викопний рід прісноводних бокошиїх черепах, що належав до родини Podocnemididae (щитоногі черепахи). Це найбільша прісноводна черепаха, що коли-небудь жила, з панциром завдовжки понад 2 метри. Її скам'янілості були знайдені на півночі Південної Америки, в породах, що датуються середнім міоценом—початком пліоцену, приблизно 13—5 мільйонів років тому.
Самці мали кісткові роги на передніх крисах панцира. Знахідка скам'янілості молодої дорослої особини свідчить про те, що панцир цих черепах з віком сплющувався. Викопний череп, описаний у 2021 році, вказує на те, що Stupendemys були універсальними хижаками.

## Історія вивчення

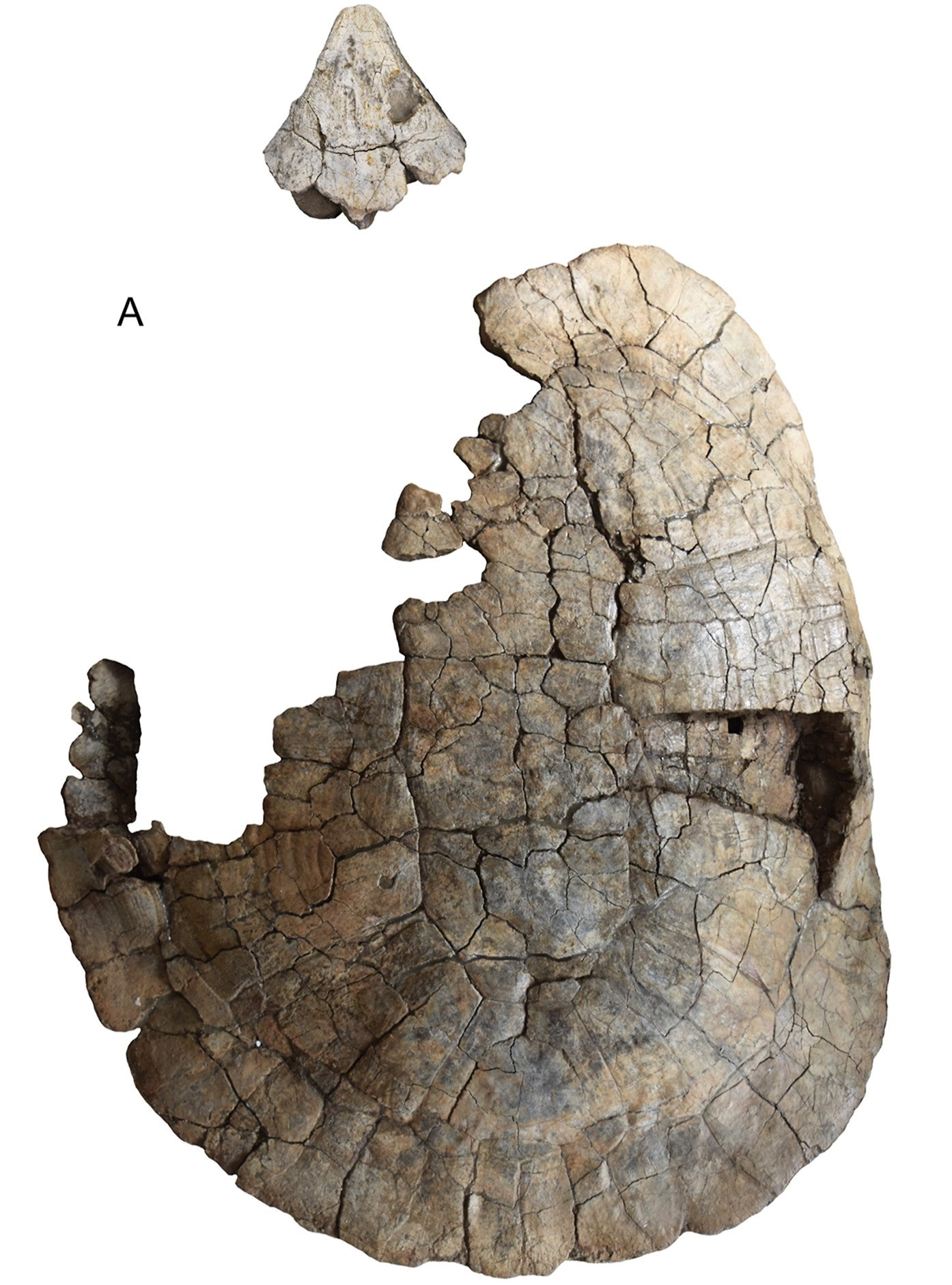
Зразок молодої дорослої особи Stupendemys

Ступендеміс був вперше названий у 1976 році Роджером К. Вудом (Roger C. Wood) на основі зразка MCNC-244, медіальної частини панцира великого розміру з лівою стегновою кісткою, скапулокоракоїдом і шийним хребцем. Вуд також описав кілька інших зразків, які він відніс до Stupendemys, зокрема MCZ(P)-4376 — більша частина панцира, фрагментований пластрон та інші кістки. Скам'янілості були знайдені під час палеонтологічних розкопок Гарвардського університету у Венесуелі в 1972 році. У лютому 2020 року Кадена та його колеги опублікували статтю, в якій описали матеріал, знайдений під час планових розкопок у формації Урумако, Венесуела, що тривали з 1994 року. Матеріал включав відносно повний панцир, який встановив новий максимальний розмір для роду і був визначений як алотип, тобто зразок протилежної статі від голотипу.
У 2006 році другий вид, Stupendemys souzai, був описаний Боквентіном і Мело на основі матеріалу з формації Пебас у штаті Акрі, Бразилія.
Кадена та його колеги офіційно описали додаткові скам'янілості Stupendemys, знайдені у колумбійській пустелі Татакоа у 2021 році, включаючи перші беззаперечні рештки черепа, та перші зразки дитинчати або молодого дорослого екземпляра (довжина панцира менш як 1 метр). Також у формації Ла-Вікторія були знайдені рештки дорослої самки.

## Опис

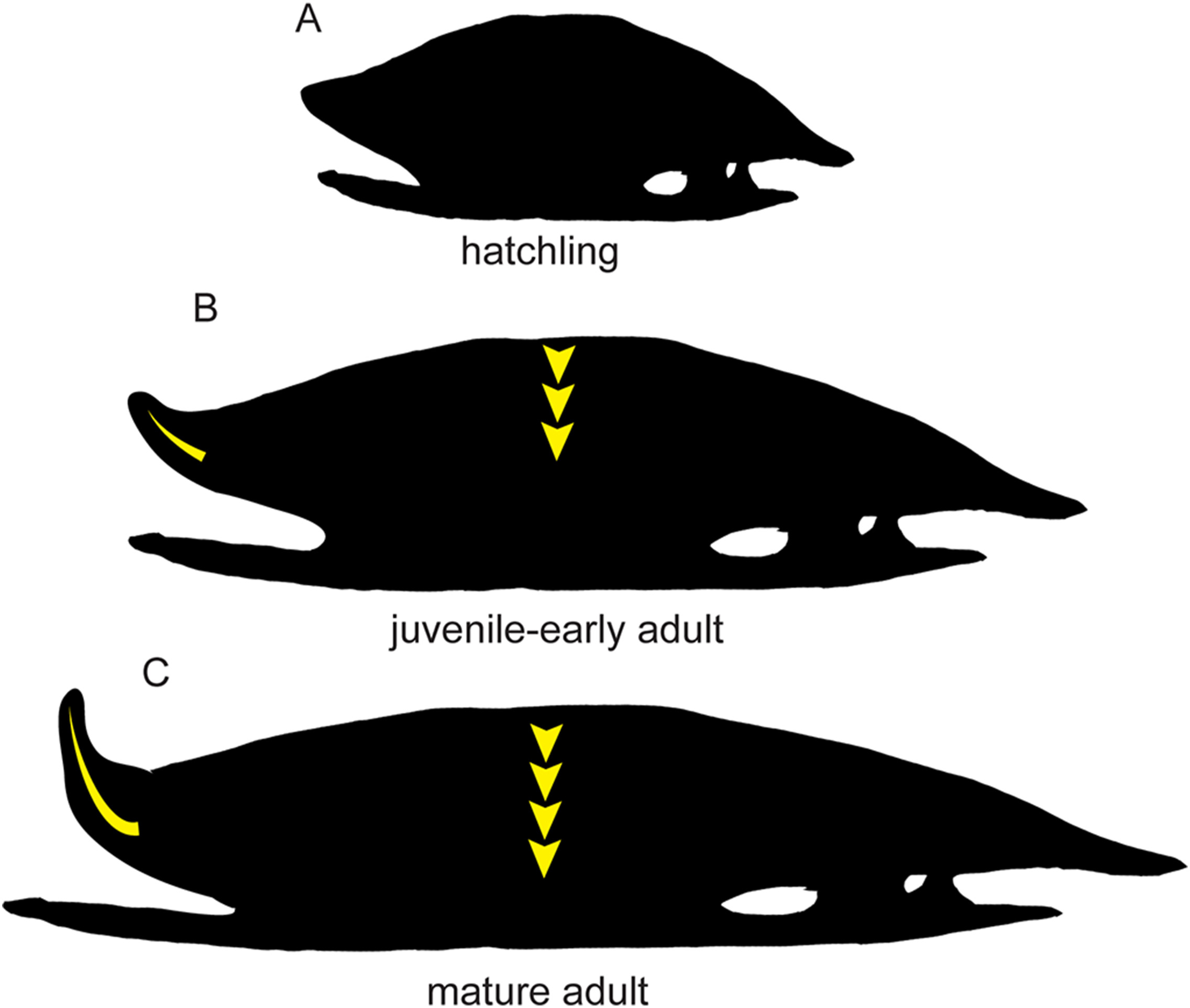
Гіпотетичний онтогенетичний ряд Stupendemys geographica

Це були найбільші прісноводні черепахи в історії Землі, відомі науці сьогодні. Деякі екземпляри досягали довжини панцира у понад 2 метри. Найбільший екземпляр ступендеміса — CIAAP-2002-01 — майже повний панцир з парасагітальною довжиною 2,86 метра. Він навіть більший за віденський екземпляр найбільшої відомої морської черепахи крейдового періоду Archelon (довжина панцира 2,20 метра).
Вага Stupendemys була оцінена на основі прямої довжини карапакса — вона становить 871 кг для зразка CIAAP-2002-01 і 744 кг для зразка MCZ(P)-4376, колишнього найбільшого відомого екземпляра Stupendemys. Однак ці оцінки не компенсують великого заглиблення в передній частині панцира. Більш точна оцінка маси тіла може бути досягнута шляхом обчислення середнього значення між результатами оцінок маси на основі довжини середньої лінії та парасагітальної довжини. Застосовуючи цей метод, автори дослідження розрахували масу у 1145 кг для найбільшого зразка Stupendemys.
Еволюція такого гігантського розміру могла бути багатофакторною і викликаною комбінацією чинників, включаючи тиск з боку хижаків, розміри ареалу та сприятливі кліматичні умови, хоча часовий діапазон існування Stupendemys вказує на те, що йому вдалося вижити в часи глобального похолодання після кліматичного переходу в середньому міоцені. Нарешті, гігантський розмір може мати філогенетичний зв'язок і бути похідним від предка Stupendemys, оскільки відомо, що кілька інших споріднених форм мали гігантські розміри.
Голова була доволі масивна та широка. Череп дорсально сильно розширений за рахунок передлобних кісток, які займають значну частину передньої частини черепа, утворюючи вертикальну стінку над носовою кісткою.

## Спосіб життя
Полюбляла низинні тропічні ліси, затоплені місцини, великі річки, заплави та болота. Живилися рибою, великими комахами, рослинністю.
Стосовно процесу парування та розмноження майже нічого не відомо.

## Палеоекологія
У середньому міоцені територія, на якій мешкав ступендеміс, була частиною комплексу озер, річок і боліт, що стікали в Карибський басейн. Серед гігантських крокодилів, які співіснували зі ступендемісами, були велетенський кайман Purussaurus, незвичайний Mourasuchus і великотілі гавіали роду Gryposuchus, деякі види яких досягали довжини у понад 10 метрів. Деякі з цих крокодилових, можливо, відіграли певну роль в еволюції великого розміру тіла Stupendemys, чинячи тиск на тварину через полювання. На колумбійських і венесуельських зразках були знайдені сліди укусів. Зразок CIAAP-2002-01 був знайдений з ізольованим зубом, застряглим у районі живота черепахи.

## Види
- † Stupendemys geographicus
- † Stupendemys souzai